# Dutch Angle

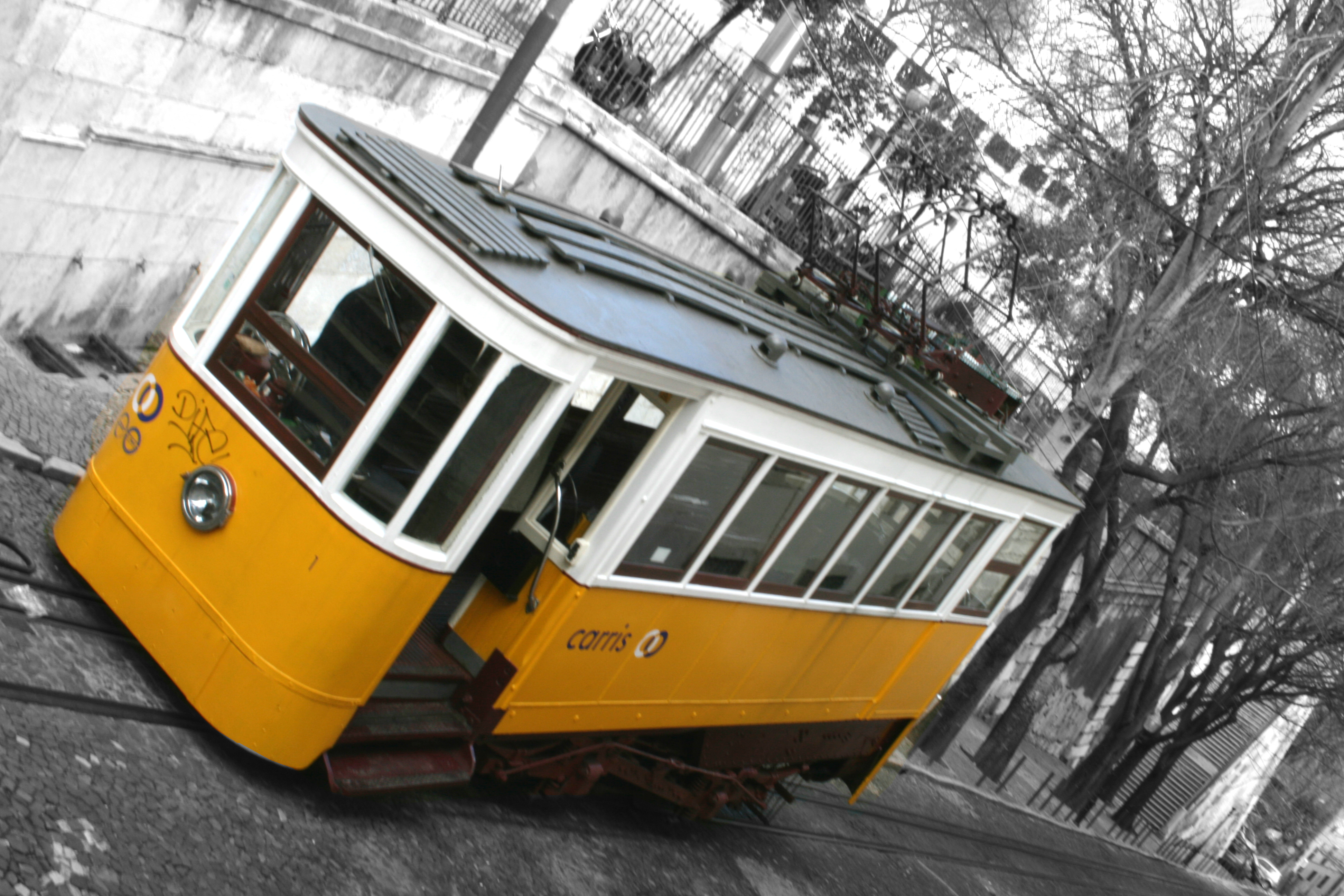
Beispiel

Ein Dutch Angle, auch als Dutch Tilt, Oblique Angle oder Canted Angle bezeichnet, ist eine schräge Kameraperspektive in Fotografie und Film. Sie dient dazu, dem Betrachter einen unwirklichen oder desorientierenden Eindruck zu vermitteln. Kennzeichnend ist der im Bild schief liegende Horizont, der mit einer Auf- oder Untersicht kombiniert sein kann.
Der Begriff „Dutch Angle“ lässt sich im Deutschen am besten als „falscher Winkel“ statt „niederländischer Winkel“ übersetzen, da der Begriff „Dutch“ im Englischen neben „niederländisch“ auch „seltsam“ oder „ungewöhnlich“ bedeuten kann, vgl. „Dutch courage“ (angetrunkener Mut) oder „Dutch treat“ (Unternehmung in der Gruppe, bei der getrennte Kasse gemacht wird) oder der aus der Luftfahrtindustrie stammende Begriff „Dutch Roll“, bei dem ein Flugzeug abwechselnd zu beiden Seiten um die Hochachse und Längsachse auslenkt.
Nach anderen Erklärungen handelt es sich bei „Dutch“ schlicht um eine Verballhornung von „Deutsch“, denn die Schrägperspektiven wurden insbesondere im expressionistischen deutschen Kino der 1920er Jahre verwendet, sodass sich international auch der Begriff „German Angle“ etablierte. Der vom expressionistischen Kino beeinflusste Film noir der 1940er und 1950er Jahre machte wiederholt von diesem Stilmittel Gebrauch. Bekanntere Beispiele sind Der dritte Mann (Großbritannien 1949) und Im Zeichen des Bösen (USA 1958).

Dutch Angle, Straßen von New York City, 2008

## Galerie

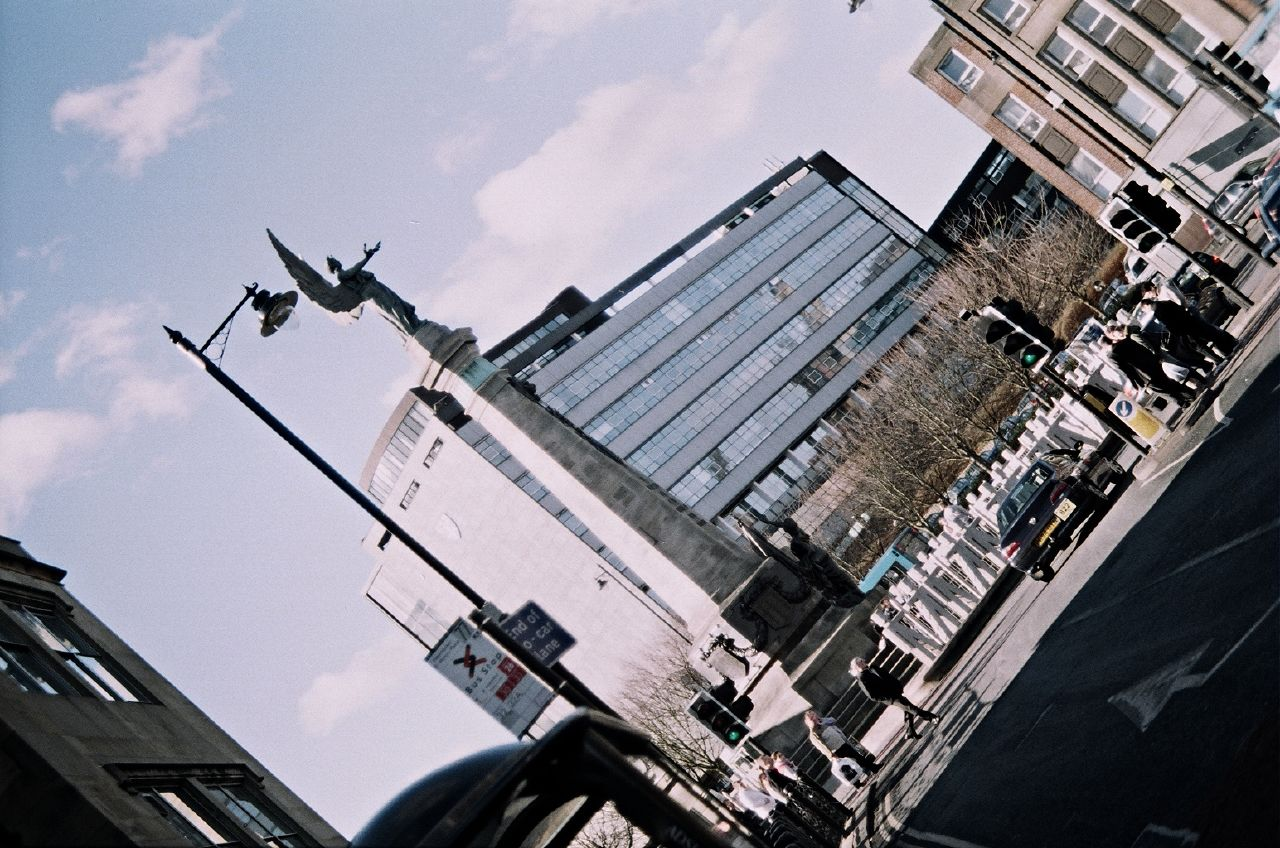
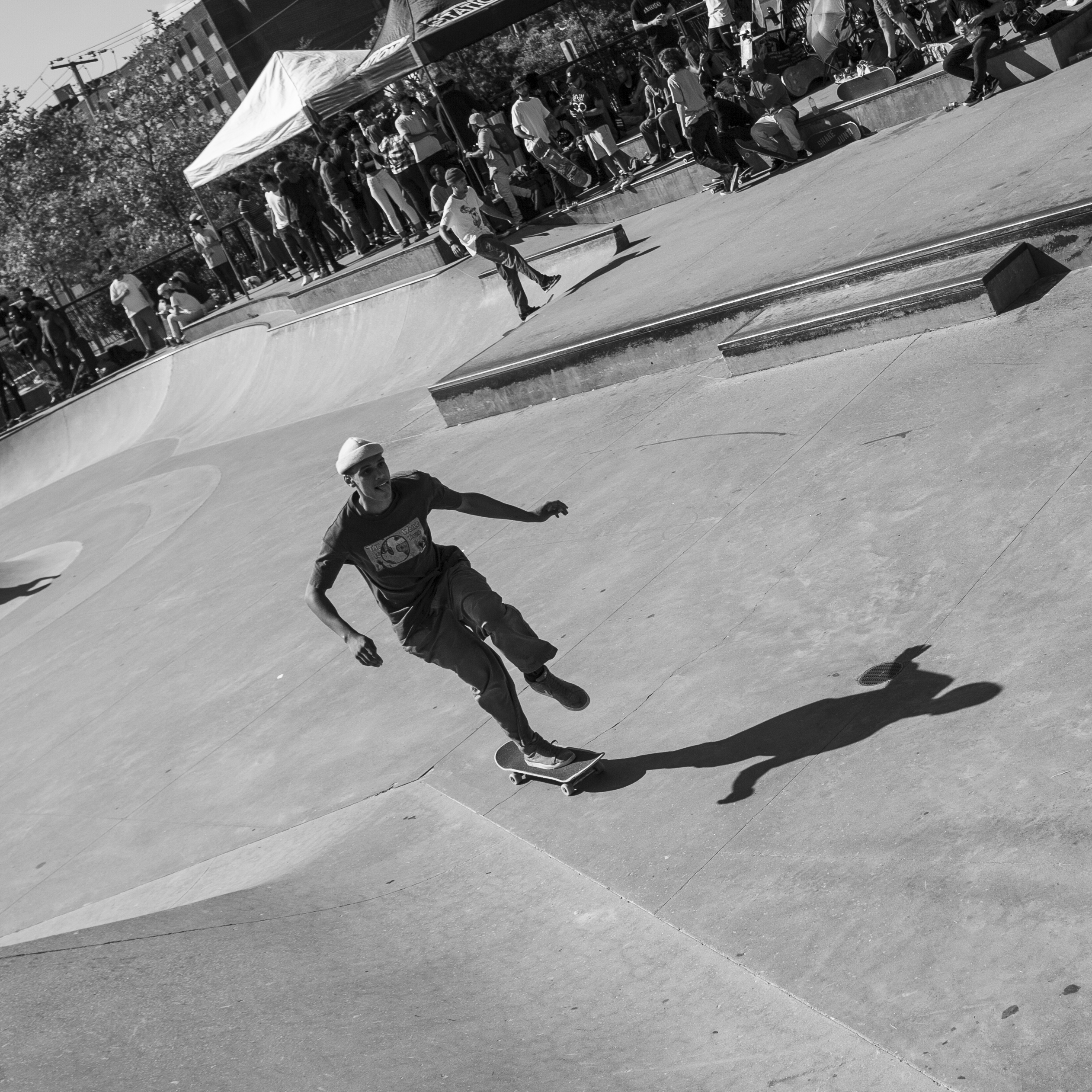
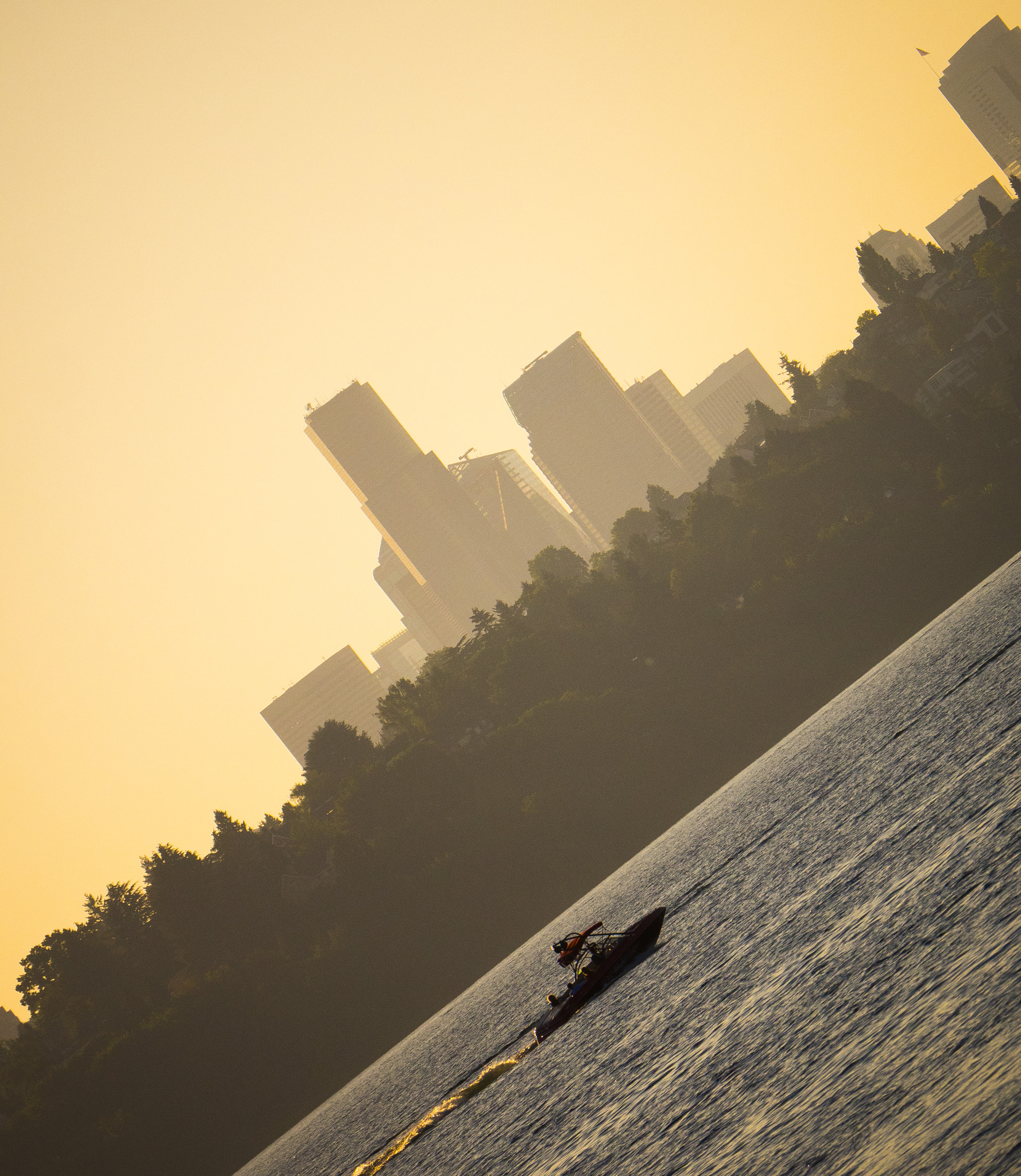
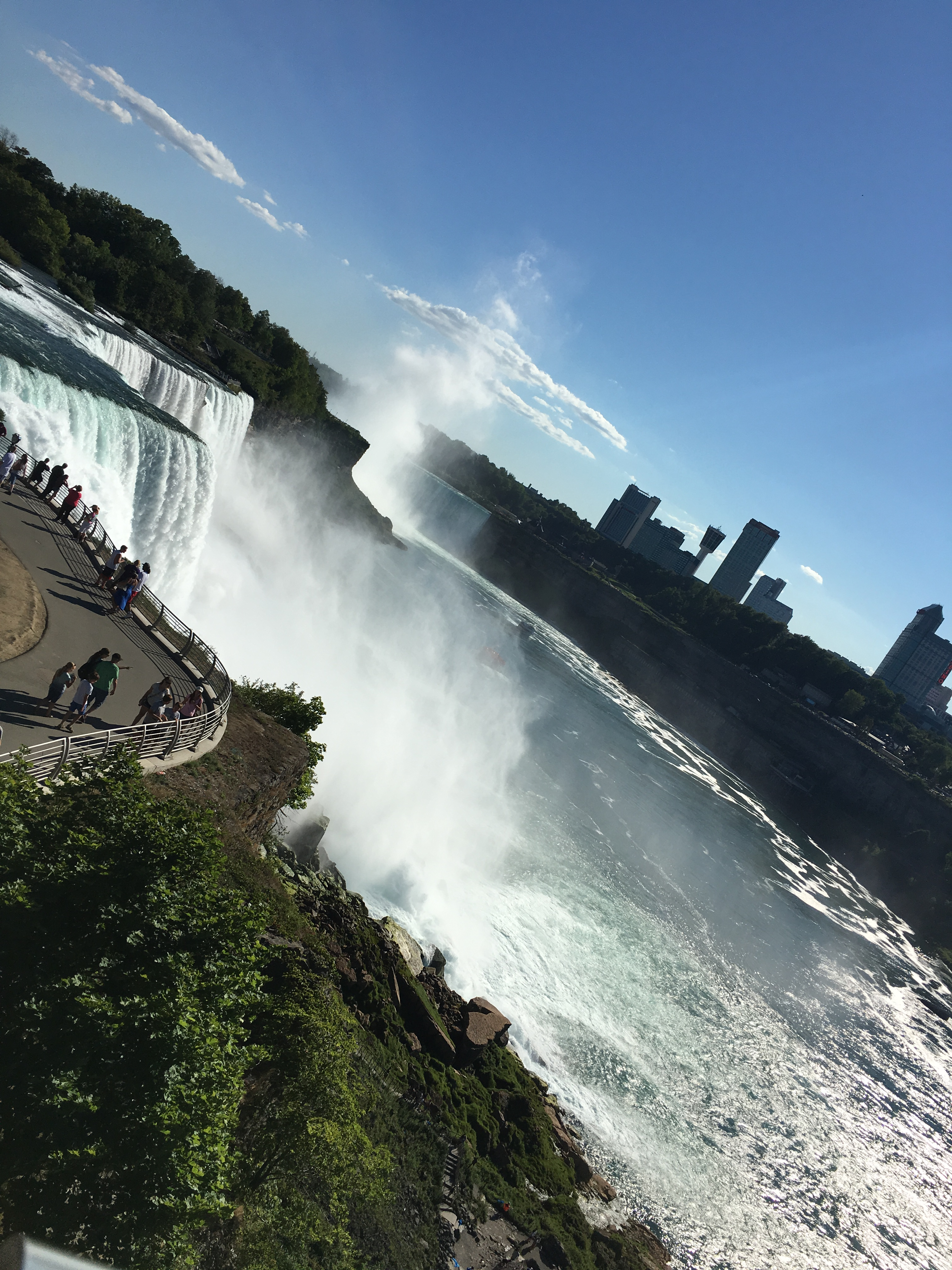
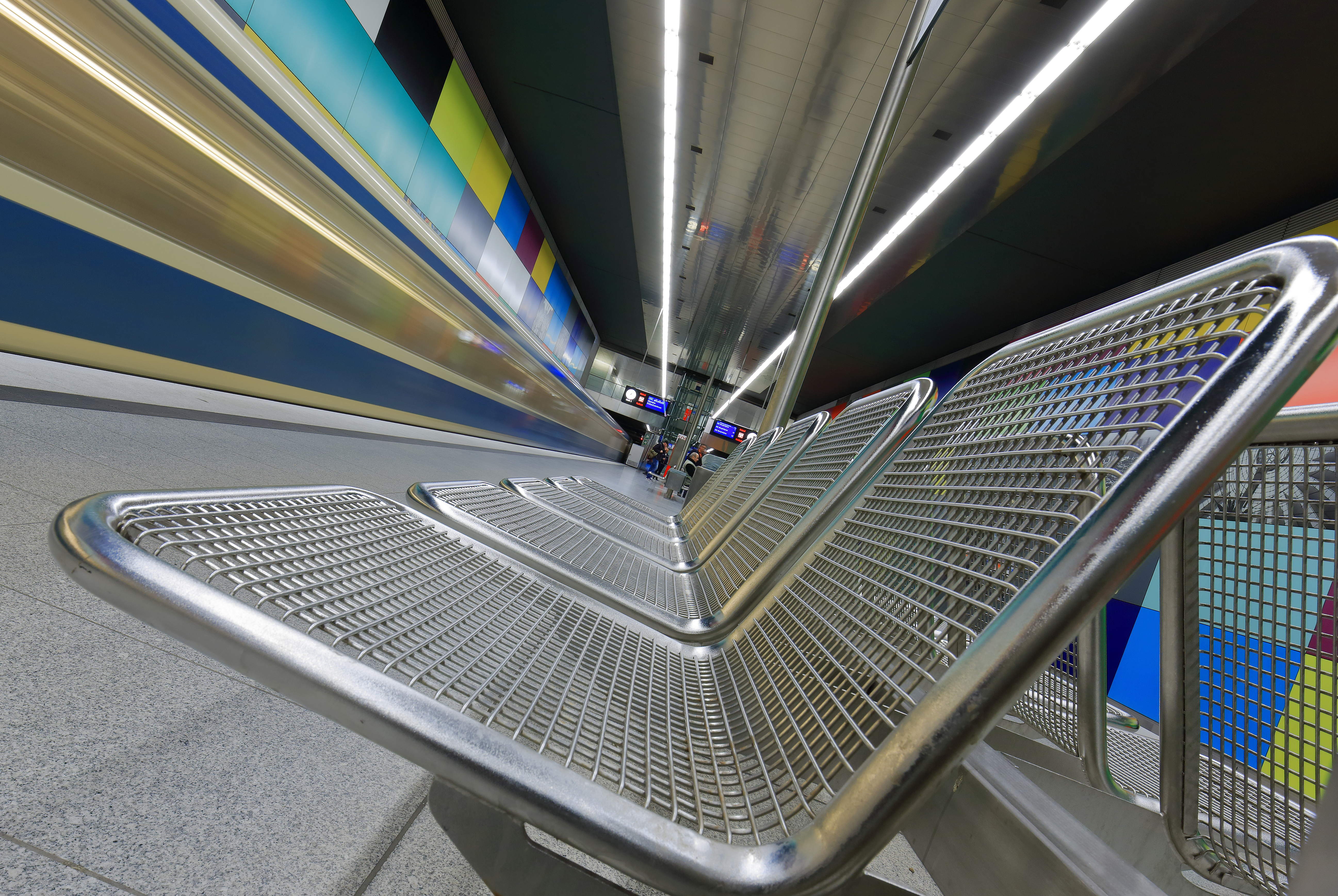
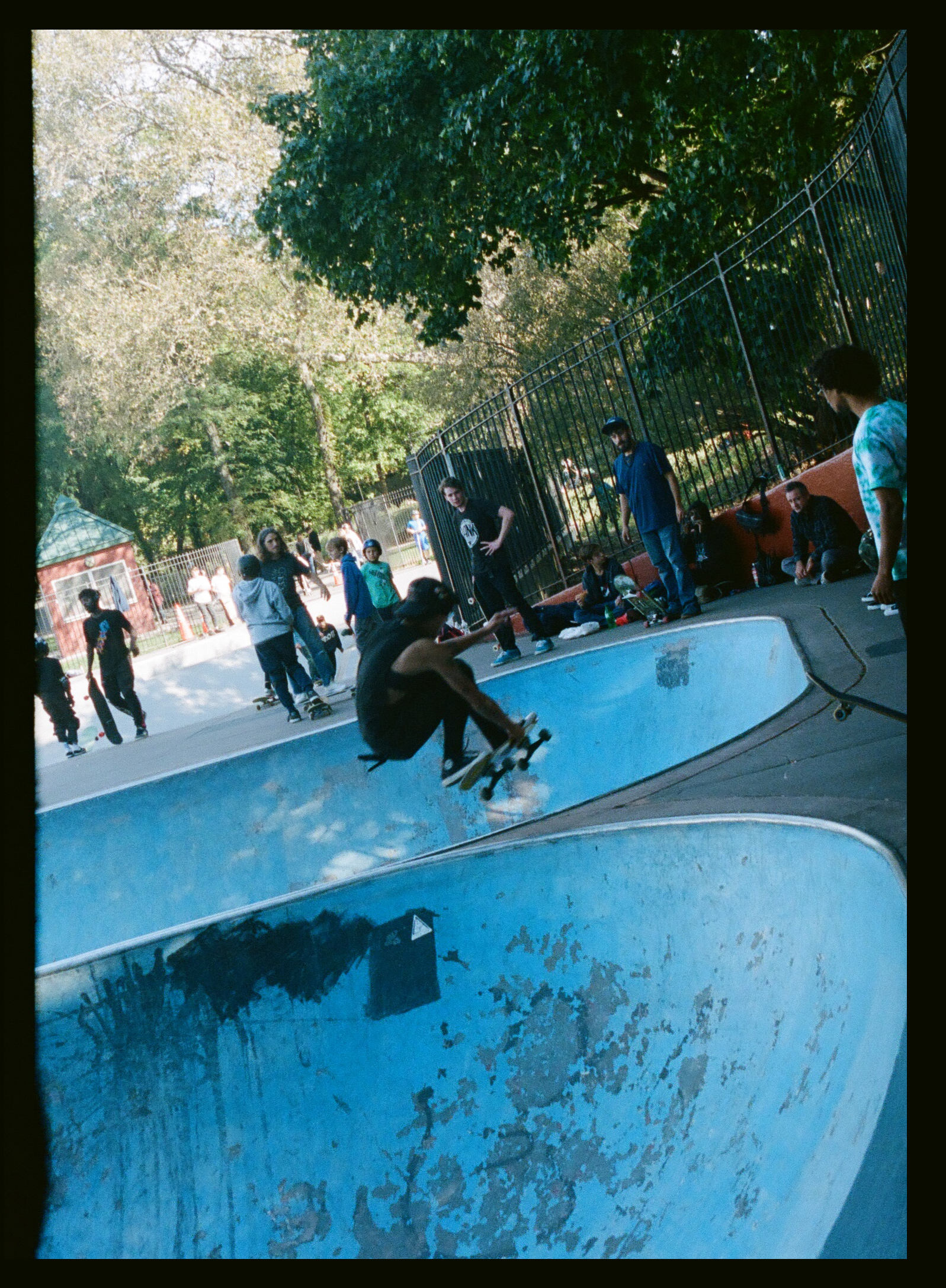
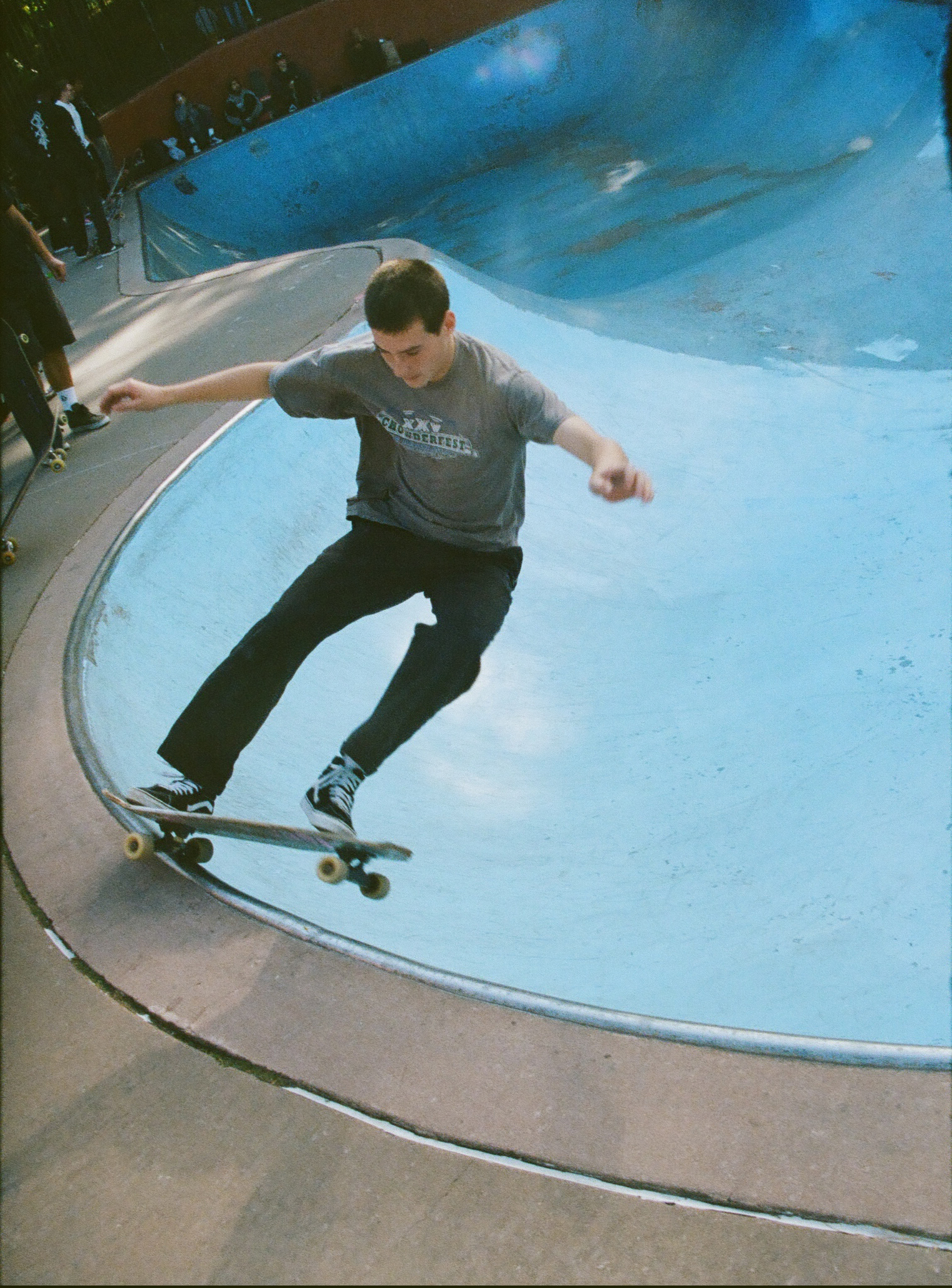
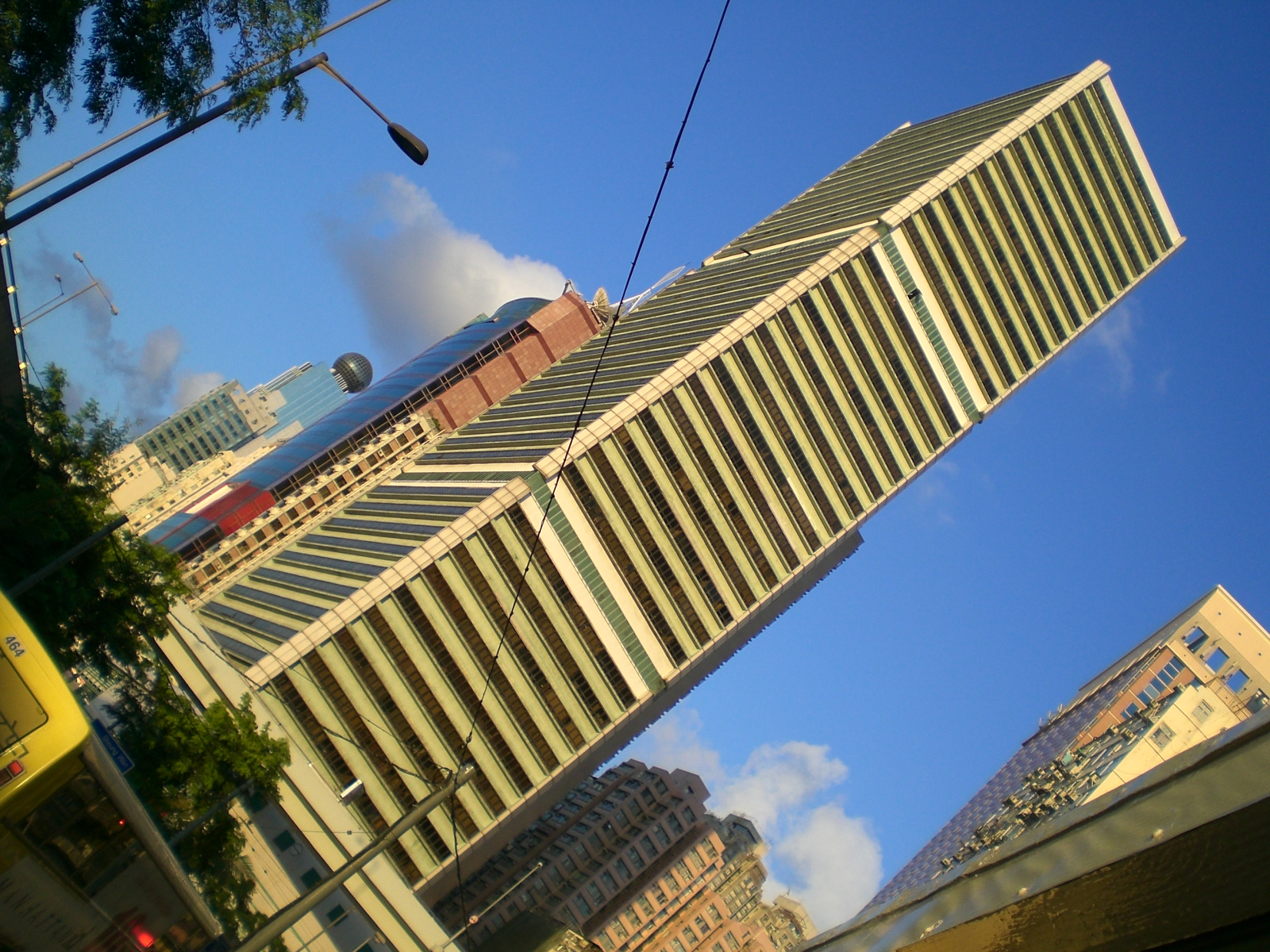
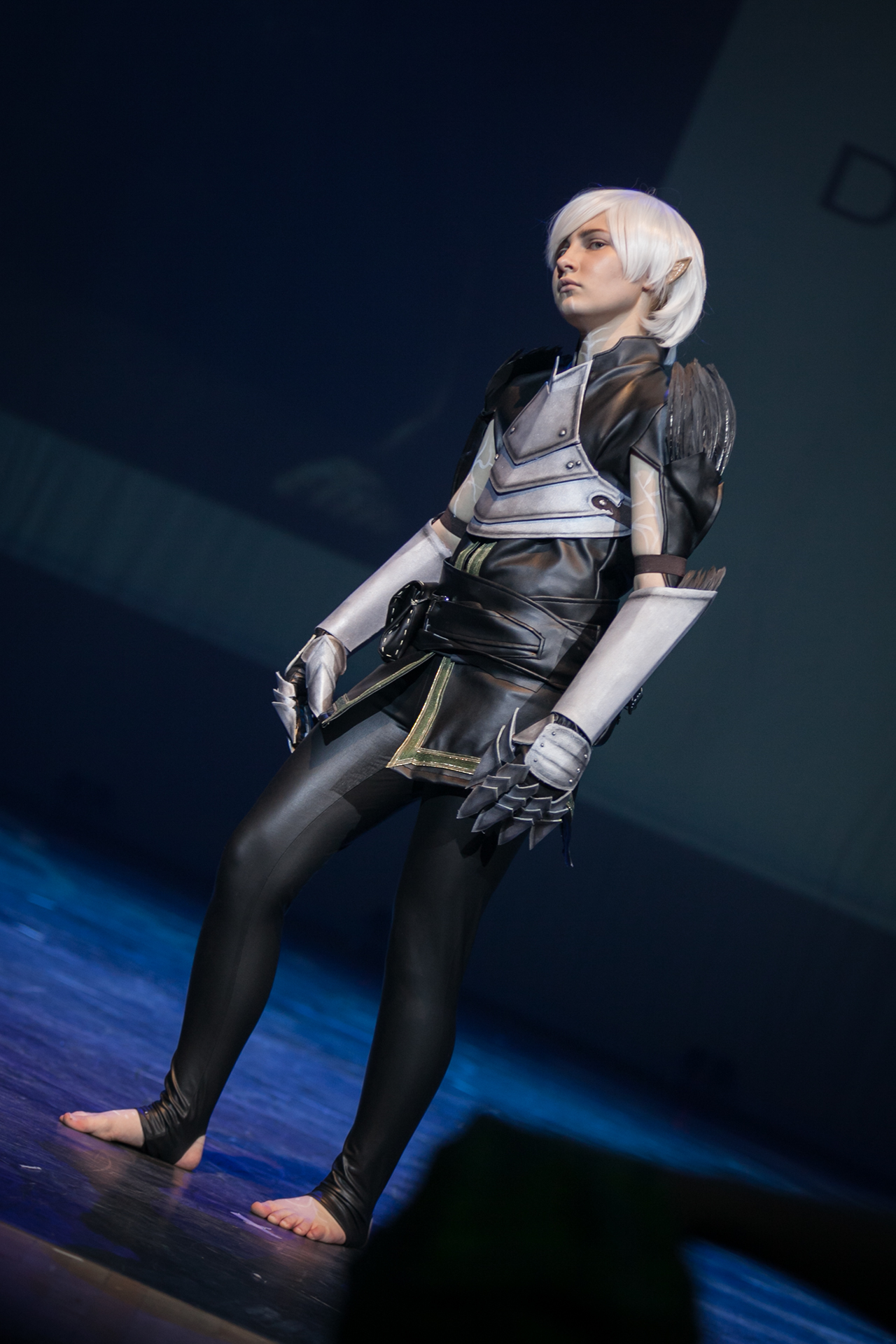
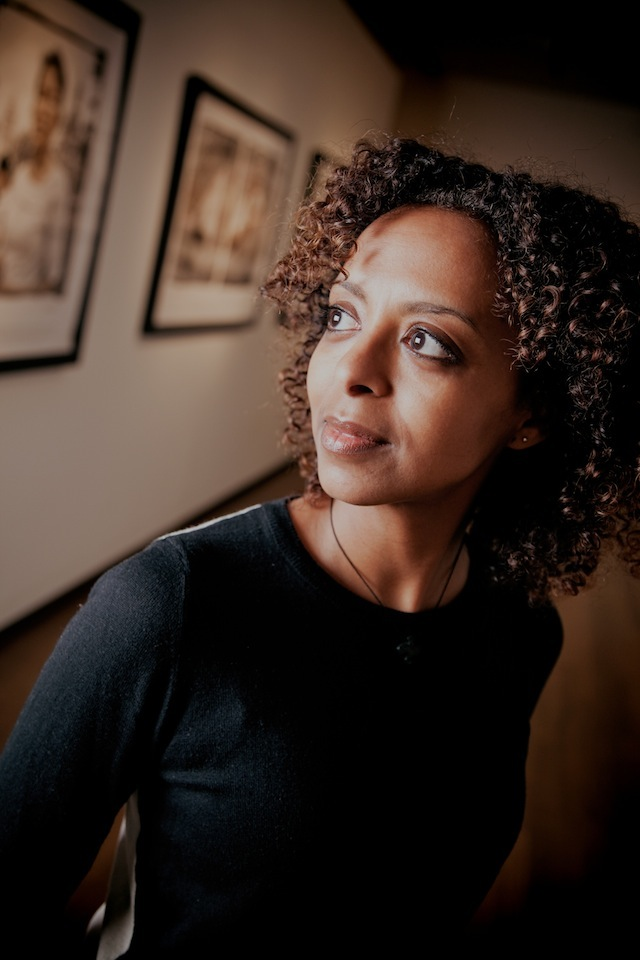